# Lycaeides armoricanoides
Lycaeides armoricanoides är en fjärilsart som beskrevs av Beuret 1934. Lycaeides armoricanoides ingår i släktet Lycaeides och familjen juvelvingar. Inga underarter finns listade i Catalogue of Life.